# André Persson
André Persson, född 22 juni 1966 i Stockholm, är en svensk PR-konsult. Persson har bland annat skrivit boken No Bull som varnar för den ökade konsumtionen av energidrycker.
André Persson har studerat vid Stockholms universitet och Poppius Journalistskola i Stockholm. Som skribent har han fokuserat på att undersöka livsmedelsindustrin; dess produkter och marknadsföringsmetoder samt konsumenters drivkrafter.